# Selección femenina de fútbol de la República Checa
La Selección femenina de fútbol de la República Checa representa a la República Checa en las competiciones internacionales de fútbol femenino. Es la sucesora de la selección de Checoslovaquia. Es miembro de la FIFA y la UEFA, y su organización corre a cargo de la FACR.

## Historia
Checoslovaquia fue una de las primeras selecciones de fútbol femenino. Jugó su primer partido en 1968, en un amistoso contra Italia. La selección checoslovaca jugó el ensayo de Mundial de 1988, y participó en la clasificación para las Eurocopa entre 1989 y 1993.
Tras la disolución de Checoslovaquia, la selección checa femenina debutó en junio de 1993 en un amistoso contra Eslovaquia. Nunca ha conseguido clasificarse para el Mundial, la Eurocopa ni los Juegos Olímpicos. Se metió en la repesca para las Eurocopas 2005 y 2009, pero en ambas ocasiones le eliminó Italia.

## Datos
| Estado          | República Checa                                                                    |
| Código FIFA     | CZE                                                                                |
| Asociación      | UEFA                                                                               |
| Confederación   | FACR                                                                               |
| Seleccionador   | Stanislav Krejcík                                                                  |
| Ranking FIFA    | 26.º (Dic. 2013)                                                                   |
| Debut           | Italia 2-1 Checoslovaquia (23-02-1968) República Checa 6-0 Eslovaquia (21-06-1993) |
| Mayor victoria  | República Checa 11-0 Estonia (17-09-1997)                                          |
| Mayor derrota   | República Checa 0-9 Noruega (24-09-1994)                                           |
| Participaciones | Mundial: Ninguna Juegos Olímpicos: Ninguna Eurocopa: Ninguna                       |

## Plantilla 2013-14
- Porteras: Radka Bednariková, Hana Sloupová
- Defensas: Petra Bertholdová, Michaela Culová, Irena Martínková, Veronika Pincová, Jana Sedlácková, Nicola Sedlácková, Petra Vystejsnová
- Centrocampistas: Pavla Benýrová, Klára Cahynová, Monika Cvernová, Petra Divisová, Tereza Krejziriková, Aneta Malinová, Adéla Odehnalová, Adéla Pivonková
- Delanteras: Eva Bartonová, Tereza Kozárová, Lucie Martínková, Lucie Vonková

Seleccionador: Stanislav Krejcík

## Histórico
| Eurocopa 1984         |                             |       |                       |
| Eurocopa 1987         |                             |       |                       |
| Torneo FIFA 1988      |                             |       | 1.º - 2.º - 3.º - 4.º |
| Eurocopa 1989         | 1.º - 2.º - 3.º - 4.º - 5.º | 3-1   |                       |
| Eurocopa 1991         | 1.º - 2.º - 3.º - 4.º       |       |                       |
| Mundial 1991          |                             |       |                       |
| Eurocopa 1993         | 1.º - 2.º - 3.º             |       |                       |
| Eurocopa 1995         | 1.º - 2.º - 3.º - 4.º       |       |                       |
| Mundial 1995          |                             |       |                       |
| Juegos Olímpicos 1996 |                             |       |                       |
| Eurocopa 1997 1       | 1.º - 2.º - 3.º - 4.º       | 3-1 2 |                       |
| Mundial 1999 1        | 1.º - 2.º - 3.º - 4.º       |       |                       |
| Juegos Olímpicos 2000 |                             |       |                       |
| Eurocopa 2001 1       | 1.º - 2.º - 3.º - 4.º       | 4-2 2 |                       |
| Mundial 2003          | 1.º - 2.º - 3.º - 4.º       |       |                       |
| Juegos Olímpicos 2004 |                             |       |                       |
| Eurocopa 2005         | 1.º - 2.º - 3.º - 4.º - 5.º | 5-1   |                       |
| Mundial 2007          | 1.º - 2.º - 3.º - 4.º - 5.º |       |                       |
| Juegos Olímpicos 2008 |                             |       |                       |
| Eurocopa 2009         | 1.º - 2.º - 3.º - 4.º - 5.º | 3-1   |                       |
| Mundial 2011          | 1.º - 2.º - 3.º - 4.º - 5.º |       |                       |
| Juegos Olímpicos 2012 |                             |       |                       |
| Eurocopa 2013         | 1.º - 2.º - 3.º - 4.º - 5.º |       |                       |
| Mundial 2015          | En juego                    |       |                       |

1 La República Checa estaba encuadrada en una segunda división, sin posibilidad de clasificación
2 Promoción de ascenso